# マイルズ マスター
マイルズ マスター
- 用途：練習機
- 設計者：F・G・マイルズ
- 製造者：マイルズ航空機
- 運用者： イギリス（イギリス空軍）他
- 初飛行：1939年
- 生産数：3,250機
- 運用開始：1939年

マイルズ マスター （Miles Master）は、第二次世界大戦中にイギリス空軍で使用されたマイルズ社製の練習機である。エンジンの違いでMk.I、Mk.II、Mk.IIIの3形式がある。

## 概要
ケストレルと名付けられた原型機の初飛行は1937年6月3日。木製の低翼単葉機で引込脚を装備した近代的な機体であり、最大速度はホーカー ハリケーンより僅かに遅いのみで操縦性も引けを取らないものだったため、すぐに軍から発注がかかり、マスターと名付けられた量産機は1939年から配備された。最初の量産型となったMk.Iはエンジン出力が減格されたことで最高速度こそ低下していたが、それでも当時最高の練習機であることに変わりはなかった。Mk.Iでは ロールス・ロイス製のケストレル液冷エンジンを搭載していたが、このエンジンは入手が困難になってきていたため、ブリストル製マーキュリー空冷エンジンを搭載したMk.II、プラット・アンド・ホイットニー製ツイン・ワスプ・ジュニア空冷エンジンを搭載したMk.IIIも生産された。生産数としてはMk.II以降の空冷エンジン搭載型の方が多い。また、バトル・オブ・ブリテンに備えてMk.Iに7.7mm機銃6丁を装備した簡易戦闘機型マスター・ファイターも少数製造されたが、実戦では使われなかった。
1942年に生産を終了したが、それまでに各型合計3,250機（試作機を含む）生産され、ノースアメリカン ハーバード練習機に交替されるまで使用された。エジプト、ポルトガル、アイルランド、トルコ、南アフリカにもMk.IIを中心に輸出されている。

## スペック （Mk.1）
- 全幅: 11.88 m
- 全長: 9.27 m
- 全高: 3.05 m
- 機体重量: 2,527 kg
- エンジン: ロールス・ロイス ケストレル 液冷V型12気筒エンジン （715 hp）
- 最大速度: 364 km/h
- 航続距離: 800 km
- 武装: 7.7mm機関銃 × 1
- 乗員: 2名